# Pierre Viala
Pierre Viala (Lavérune, 24 de setembro de 1859 – Paris, 11 de fevereiro de 1936) foi um enólogo francês.

## Vida
Professor de viticultura no Instituto Agronómico Nacional e inspetor geral de viticultura, é autor de inúmeras obras e memórias sobre ampelografia e doenças da vinha. Foi eleito membro da Academia Francesa de Ciências em 1917 e membro da Société puis Académie d'Agriculture em 25 de março de 1895.

## Principais publicações
- Les Vignes américaines: adaptation, culture, greffage, pépinières, en collaboration avec Louis Ravaz (1892)
- Les Maladies de la vigne: peronospora, oïdium, anthracnose, pouridié, cottis, cladosporium, etc. (1885; 1887; 1893)
- Manuel pratique pour le traitement des maladies de la vigne (1888)
  - (FR) Ampélographie, vol. 1, Paris, Masson, 1910.
  - (FR) Ampélographie, vol. 2, Paris, Masson, 1901.
  - (FR) Ampélographie, vol. 3, Paris, Masson, 1902.
  - (FR) Ampélographie, vol. 4, Paris, Masson, 1903.
  - (FR) Ampélographie, vol. 5, Paris, Masson, 1904.
  - (FR) Ampélographie, vol. 6, Paris, Masson, 1905.
- Ampélographie. Traité général de viticulture, em colaboração com Victor Vermorel (7 volumes, 1901-1910). Reedição: J. Laffitte, Marselha, 1991.